# Tetanocera melanostigma
Tetanocera melanostigma är en tvåvingeart som beskrevs av Steyskal 1959. Tetanocera melanostigma ingår i släktet Tetanocera och familjen kärrflugor. Inga underarter finns listade i Catalogue of Life.